# I misteri di Alleghe
I misteri di Alleghe è un romanzo giallo, ispirato da una storia vera, scritto da Sergio Saviane nel 1964. Con stile a metà strada tra un giallo e un resoconto di cronaca nera, il libro narra delle vicende dei delitti di Alleghe, ripercorrendo la storia della famiglia Da Tos, e delle indagini al riguardo, da parte di un coraggioso carabiniere nel paesino di montagna stretto nella morsa dell'omertà. Il libro ha ispirato anche la miniserie televisiva Buio nella valle del 1984.

## Storia
I fatti criminosi si svolsero ad Alleghe, in provincia di Belluno, in un arco temporale che va dal 1933 al 1958. Emma De Ventura, cameriera diciannovenne dell'Albergo Centrale di Alleghe, di proprietà di Fiore Da Tos, fu trovata morta nella propria camera da letto il 9 maggio 1933. Per il medico condotto si tratta di suicidio. Ma è un suicidio strano: il corpo della ragazza presenta un profondo taglio alla gola, è steso sul pavimento e il rasoio che avrebbe usato per ammazzarsi è riposto ordinatamente sul comodino, lontano qualche metro. La mattina del 4 dicembre del medesimo 1933, due ragazzini scorsero il cadavere di Carolina Finazzer, moglie di Aldo Da Tos, il figlio del proprietario dell'Albergo, nel lago del paese. La versione ufficiale fornita dalla famiglia Da Tos vuole che la giovane donna, presa da un raptus di sonnambulismo, si sia annegata per sbaglio. Ma in paese si mormora ben altro.
In una notte del 1946, i coniugi Luigi Del Monego e Luigia De Toni, detta "la balena", vengono freddati mentre tornano a casa dopo una festa. Qualcuno volle sapere la verità sui misfatti avvenuti ad Alleghe: si congettura che i 4 omicidi siano collegati e opera della stessa mano, ma nessuno trova il coraggio di indagare.

## Indagine giornalistica
Il giornalista Saviane, che conosceva il paese di Alleghe per averci passato le ferie, nei primi anni cinquanta, quando lavorava al settimanale Il Lavoro Illustrato, iniziò a indagare tornando sul luogo dei crimini nel 1952 e scrisse un articolo che verrà pubblicato con il titolo "La Montelepre del Nord", riferendosi alla località siciliana del bandito Giuliano nota per l'omertà. Nell'articolo i quattro delitti vennero messi in relazione ipotizzando che il responsabile fosse uno solo. A seguito di questa teoria, venne citato in giudizio lo stesso anno dai proprietari dell'albergo Centrale, Aldo Da Tos e Pietro De Biasio i quali, anche se non erano stati citati nell'articolo, si erano sentiti ugualmente diffamati. Anche per la mancanza di riscontri dovuto all'assenza dei testimoni di Saviane che non si presentarono o, se lo fecero, testimoniarono comunque contro, il giornalista venne condannato per diffamazione a mezzo stampa e condannato a otto mesi.

## Indagini poliziesche
Sergio Saviane, con la sua inchiesta giornalistica, ispirò l'indagine del brigadiere della stazione dei carabinieri di Agordo, Ezio Cesca. Facendosi amica una giovane del paese, Cesca riuscì finalmente ad entrare in confidenza con la nonna della stessa, che si rivelò essere una testimone oculare dell'ultimo, duplice, delitto avvenuto nel 1946. L'anziana donna confida al carabiniere in borghese di aver visto, quella notte, operare nell'oscurità tre uomini, due che non riconobbe e uno che invece identificò in Giuseppe Gasperin. Fu quest'ultimo torchiato dagli investigatori a rivelare i nomi degli altri complici, della "banda del Centrale": Aldo Da Tos e Pietro De Biasio. Si riesce così a far luce sui misteri di Alleghe: riconosciuti colpevoli, i titolari del Centrale, Adelina Da Tos, il di lei marito Pietro De Biasio e il fratello di Adelina, Aldo Da Tos, vengono tutti condannati all'ergastolo in via definitiva nel 1964 per gli omicidi dal 1933 al 1946 (Gasperin venne condannato a 30 anni).
I coniugi Del Monego furono assassinati perché ritenuti, dai proprietari dell'Albergo Centrale, testimoni o quanto meno conoscitori di parte della verità sulla morte di Carolina Finazzer. La Finazzer fu uccisa a sua volta perché l'ingenuo marito di lei, Aldo, le confidò quel che accadde alla cameriera Emma. Emma De Ventura venne ammazzata perché aveva scoperto, probabilmente (ma non ci sono le prove), un cadavere umano negli scantinati dell'Albergo. Quel cadavere, secondo le recenti ricostruzioni, sarebbe appartenuto ad un figlio che la moglie di Fiore Da Tos, Elvira Riva, proprietaria dell'Albergo Centrale di Alleghe, aveva avuto da un amore di gioventù. E questo figlio, una volta divenuto adulto e scoperto chi fosse la madre, avrebbe forse avanzato delle richieste sull'eredità, suscitando la reazione dei Da Tos.

## Edizioni
- I misteri di Alleghe, Milano, Mondadori, marzo 1964,  p. 198. Collana I Record, Mondadori, 1966; Collana Oscar, Mondadori, 1980-1992.
- I misteri di Alleghe, Feltre, Candiago Editore-Libreria Pilotto Editrice, 1999,  p. 182, ISBN 88-85152-53-8.